# The Teenagers (gruppo musicale statunitense)
I The Teenagers sono un gruppo doo-wop statunitense formatosi ad Harlem negli anni '50.
Il gruppo è stato lanciato da Alan Freed ed ha raggiunto il successo con Frankie Lymon come cantante principale. 
Tra i brani più conosciuti vi sono Why Do Fools Fall in Love e Goody Goody. Il gruppo è inserito nella Rock and Roll Hall of Fame.

## Formazione
Membri attuali
- Herman Santiago
- Bobby Jay
- Timothy Wilson
- Thomas Lockhart

Ex membri
- Frankie Lymon
- Jimmy Castor
- Joe Negroni
- Sherman Garnes
- Jimmy Merchant
- Billy Lobrano
- Howard Kenny Bobo
- Johnny Houston
- Lewis Lymon
- Pearl McKinnon
- Eric Ward
- Derek Ventura
- Dickie Harmon